# Liste des tramways en Asie
 (juin 2021).
Si vous disposez d'ouvrages ou d'articles de référence ou si vous connaissez des sites web de qualité traitant du thème abordé ici, merci de compléter l'article en donnant les références utiles à sa vérifiabilité et en les liant à la section « Notes et références ».
La liste des tramways en Asie, concerne les réseaux de tramways urbains et suburbains existants ou ayant existé sur le continent asiatique.

## Arménie
- Erevan - traction hippomobile, 29 septembre 1906 - août 1918 (?) ; traction électrique, 12 janvier 1933 - 21 janvier 2004.

## Azerbaïdjan
- Bakou - traction hippomobile, 19 avril 1889 - avant le 1er octobre 1923 ; traction vapeur, 6 octobre 1889 - vers 1894 ; traction électrique, 8 février 1924 - janvier 2004.
- Gandja - traction électrique, 1er mai 1933 - 16 octobre 1976.
- Nakhitchevan - traction hippomobile, 21 mai 1890 - 1902.
- Sumqayıt - traction électrique, 11 mars 1959 - juillet 2003.

## Bhoutan
- Thimphou - la mise en service d'un tramway est prévue pour 2020.

## Birmanie
- Mandalay - traction électrique, 17 juin 1904 - vers 1945.
- Rangoun - traction vapeur, 4 mars 1884 - ? ; traction électrique, 15 décembre 1906 - 1941.

## Chine

### Réseaux historiques
- Anshan - traction électrique, 15 janvier 1956 - 26 février 2004.
- Canton - Construction d'un tramway électrique vers 1934, inachevée.
- Harbin - traction électrique, 10 octobre 1927 - 17 juin 1987.
- Nankin - traction vapeur, ? - ? ; traction électrique, ? - ?.
- Pékin - traction électrique, 24 juin 1899 - fermé lors de la révolte des Boxers. Second réseau électrique, 17 décembre 1924 - 6 mai 1966.
- Shanghai - traction électrique, 15 mars 1908 - 1978. D'après une source chinoise ce réseau aurait été fermé dès 1963.
- Shenzhen - traction électrique, 28 octobre 2017.
- Shenyang - traction électrique, octobre 1925 - 1973.
- Tianjin - traction électrique, 16 février 1906 - vers 1972.

### Réseaux modernes
- Tramway de Dalian - traction électrique, septembre 1909 - aujourd'hui.
- Tramway de Changchun - traction électrique, novembre 1941 - aujourd'hui.
- Tramway de Shanghai :
  - Tramway de Zhangjiang - traction électrique, janvier 2010 - juin 2023, remplacé par une ligne de bus standard.
  - Tramway de Songjiang - traction électrique, décembre 2018 - aujourd'hui.
- Tramway de Shenyang - traction électrique, août 2013 - aujourd'hui.
- Tramway de Nanjing
- Tramway de Suzhou - traction électrique, octobre 2014 - aujourd'hui.
- Tramway de Canton
- Tramway de Huaian
- Tramway de Huangshi
- Tramway de Qingdao
- Tramway de Wuhan
- Tramway de Shenzhen
- Tramway de Pékin
- Tramway de Chengdu
- Tramway de Foshan
- Tramway de Tianshui
- Tramway de Sanya
- Tramway de Wenshanzhou
- Tramway de Jiaxing
- Tramway de Nanhai
- Tramway de Wuyi
- Tramway de Huangshan
- Tramway de Honghe
- Tramway de Dujiangyan

### Hong Kong
- Tramway de Hong Kong - traction électrique, 30 juillet 1904 - aujourd'hui.
- Métro léger de Hong Kong - traction électrique, 18 septembre 1988 - aujourd'hui.

## Corée du Nord[1]
- Chongjin - traction électrique, 20 ou 21 août 1999 - aujourd'hui.
- Pyongyang - traction humaine, 1905 - 1916 ; traction électrique, 20 mai 1923 - août 1950, fermeture pour cause de dommages de guerre. Réintroduction en mai ou juin 1991.
- Wonsan - nouvelle ligne touristique en construction à la plage Kalma[2]

## Corée du Sud
- Pusan - traction vapeur, ? - ? ; traction électrique, 31 octobre 1915 - 20 mai 1968.
- Séoul - traction électrique, 1er mai 1899 - 29 novembre 1968.

## Émirats arabes unis

### Abou Dabi
- Tramway d'Abou Dabi  - projet toujours en cours (340 km prévu à terme).

### Dubaï
- Le tramway (en) du centre-ville de Dubaï, 2015-2019.
- Ligne Al Sufouh du tramway de Dubaï, 11 novembre 2014 - aujourd'hui.

## Géorgie
- Gagra - traction hippomobile, ? - ?.
- Poti - traction hippomobile, 1904 - 1932.
- Tbilissi - traction hippomobile, 3 avril 1883 - 1910 ; traction électrique, 25 décembre 1904 - 4 décembre 2006.

## Inde
- Chennai (anc. Madras) - traction électrique, 7 mai 1895 - 12 avril 1953.
- Delhi - traction électrique, 6 mars 1908 - vers 1963.
- Howrah - traction électrique, 1905 - 1943.
- Kanpur - traction électrique, juin 1907 - 16 mai 1933.
- Calcutta - traction hippomobile 1873 / janvier 1881 - ? ; traction électrique, 27 mars 1902 - aujourd'hui.
- Bombay - traction hippomobile, 9 mai 1874 - 15 mai 1908 ; traction électrique, 7 mai 1907 - 31 mars 1964.
- Nashik - traction hippomobile, ? - 193x.

## Indonésie
- Jakarta - traction hippomobile, 1869 - ? ; traction vapeur, 1881 - ? ; traction électrique, 10 avril 1899 - 1962.
- Surabaya - traction vapeur, 7 juin 1888 - 1980 (sic) ; traction électrique, 27 avril 1923 - janvier 1968.

## Iran
- Téhéran - traction hippomobile, 18?? - 19??.

## Irak
- Bagdad - traction hippomobile, 1871 - 194x.
- Bassorah - traction vapeur, 1900 - 194x.
- Koufa - Nadjaf - traction hippomobile, 1871 - 194x.

## Israël
- Jérusalem Voir tramway de Jérusalem.
- Tel Aviv Voir Métro léger de Tel Aviv

## Japon
Classement par îles.

### Hokkaidō
- Asahikawa - traction hippomobile, 19 mai 1906 - 2 avril 1919 ; traction électrique, 3 novembre 1929 - 9 juin 1956.
  - Asahikawa - Higashikawa et Asahikawa - Mont Asahi - traction électrique, 15 février 1927 - 31 décembre 1972.
- Hakodate - traction hippomobile, 13 décembre 1897 - 1913 ; traction électrique, 31 octobre 1913 - aujourd'hui.
  - Ōnuma (en) - Shikabe - traction électrique, 1er mai 1929 - 31 mai 1945. Ligne en partie rouverte comme chemin de fer du 16 janvier 1948 au 25 décembre 1952.
- Iwanai - Kozawa - traction hippomobile, 14 mars 1905 - mai 1912. Reliait le village d'Iwanai à la gare de Kozawa. Remplacé par un chemin de fer.
- Noboribetsu - traction hippomobile, 3 décembre 1915 - 1925 ; traction vapeur, 1er mai 1918 - 1925 ; traction électrique, 10 novembre 1925 - 1er septembre 1933.
- Sapporo - traction hippomobile, 1er mai 1910 - 1918 ; traction électrique, 4 août 1918 - aujourd'hui.
  - Sapporo - Barato - Kawagishi - traction hippomobile, 1er juin 1911 - 1922 ; traction essence, 1922 - 15 mars 1935.
  - Nishi-ku - Bannaguro - traction hippomobile, 28 octobre 1922 - 23 octobre 1940.
  - Tobetsu - Ebetsu - traction vapeur, 18 août 1927 - 1936 ; traction essence, 1929 - 27 mai 1936.
- Yubetsu - traction hippomobile, 12 octobre 1930 - 31 août 1939.

### Honshū
Classement par région (chihō).

#### Région du Tōhoku
- Akayu - traction humaine, 3 mai 1919 - 30 juin 1924. Reliait les onsen de la station thermale d'Akayu à la gare du village du même nom. Arrêt de l'exploitation après l'incendie du dépôt, remise en service planifiée mais jamais appliquée, pas plus que l'électrification prévue aux environs de 1926.
- Akita - traction hippomobile, 14 juillet 1899 - ? ; traction électrique, 21 janvier 1922 (ou mai 1923 ?) - 31 décembre 1965. Reliait Akita à la gare d'Akita-Tsuchizaki.
- Fukushima - tramway vicinal du district de Fukushima : traction vapeur, 14 avril 1908 - 1927 (ou 1928) ; traction électrique, 6 avril 1926 - 12 avril 1971. Extension du réseau : Fukushima - Nagaoka - onsen d'Iizaka (en), antenne de Date à la gare de chemin de fer, Nagaoka - Hobara (ja) - Yanagawa, Hobara (ja) - Kakeda (en) - Kawamata et Hobara (ja) - Koori. Tronçons non-électrifiés de Kakeda (en) - Kawamata et Hobara (en) - Koori fermés le 28 juin 1927 (ou le 22 février 1928 ?).
- Furukawa - traction hippomobile, 28 décembre 1900 - 23 avril 1913. Reliait la ville de Furukawa à la gare d'Onoda. Remplacé par un chemin de fer classique. Furukawa fait partie de la ville d'Ōsaki (Miyagi) depuis le 1er mars 2006.
  - Matsuyama - traction humaine, 22 novembre 1922 - 1er janvier 1930. Reliait la gare de Matsuyama à Chiishi. Dernier jinsha (tramway à traction humaine) du Japon à transporter des passagers. Un jinsha historique fonctionne au Cosmos Garden, dans le parc Gohommaru à Matsuyama sous forme de réplique construite en 1992.
- Gojome - traction vapeur, 1er avril 1922 - 1936 ; traction essence, 1936 - 1950 ; traction électrique, janvier 1950 - 10 juillet 199x. Reliait la ville de Gojônome à la gare de Hachirogata.
- Hanamaki - onsen de Nishi-Namari - traction électrique, 16 septembre 1915 - 31 août 1969. Traction hippomobile sporadique sur certaines sections entre 1920 et 1926. Reliait la ville de Hanamaki aux sources thermales (onsen) de Shidohira, Ôzawa et Namari.
- Kitakami - traction humaine, 4 juillet 1907 - 1913 ; traction hippomobile, 1913 - 22 mars 1922. Reliait la gare de Kitakami au village d' Iwasaki. Remplacé par une ligne de chemin de fer.
- Tamaiama (Kôma) - traction hippomobile, 25 janvier 1919 - 20 décembre 1922. Reliait le village de Kôma à la gare du même nom et Tairadata. Remplacé par un chemin de fer.
- Koriyama - traction hippomobile, 20 décembre 1891 - 15 octobre 1914. Reliait Kōriyama à Miharu.
- Mizusawa - traction hippomobile, 8 juillet 1916 - 10 mars 1928. Reliait Mizusawa à Iwayadô.
- Sendai - traction électrique, 25 novembre 1926 - 31 mars 1976.
  - Sendai (gare de Nagamachi) - Sendai, onsen d'Akyu - traction hippomobile, 23 décembre 1914 - 1925 ; traction électrique, 14 juin 1925 - 8 mai 1961.
  - Natori - traction vapeur, 21 novembre 1926 - 19 septembre 1939. Reliait la gare de Natori à Yuniage.
  - Ishinomaki - traction hippomobile, 10 juillet 1915 - 1926 ; traction essence, 1926 - 1939. Reliait Ishinomaki à Onagawa. Remplacé par un chemin de fer classique.
  - Matsushima - traction électrique, 4 février 1922 - avant 1938 (ou le 22 janvier 1938). Reliait la ville de Matsushima à la gare du même nom. Remplacé par le chemin de fer électrique de Sendai - Matsushima - Ishinomaki (ouvert par étapes de 1925 à 1928).
  - Kakuda - traction hippomobile, 15 août 1899 - 12 janvier 1930. Reliait Tateyama, la ville de Kakuda et la gare de Tsukinoki. (Un chemin de fer desservant la même zone ouvrit en 1968).
  - Ogawara - traction vapeur, 30 août 1917 - 22 septembre 1937 ; traction essence, 1929 - 1933. Reliait la gare d'Ogawara à la station thermale de Tôkatta fameuse pour ses onsen.
- Mutsu - traction hippomobile, 14 décembre 1921 - 1940.
- Higashine - traction vapeur, 22 février 1916 - 1er octobre 1935. Reliait le village de Yachi à la gare de Jimmachi.

#### Région de Kantō
- Hachiōji - traction électrique, 23 novembre 1929 - 30 juin 1939.
- Honjō - Kodama - traction électrique, 20 septembre 1915 - 31 mai 1930.
- Kamakura - Enoshima - Fujisawa - traction électrique, 1er septembre 1902 - aujourd'hui. Cette ligne est exploitée sous concession ferroviaire classique depuis le 1er novembre 1945 (en tant que Enoshima Electric Railway).
- Kawasaki - réseau à traction électrique :
  - Kawasaki (-gare de Keikyû-Kawasaki) - Kawasaki-Daishi - premier tronçon ouvert le 21 janvier 1899 ; premier électrique de la région de Tokyo. Remplacé par un chemin de fer en site propre à partir de 1926, dernière section de type tramway fermée le 28 décembre 1928.
  - Sojiji-(Tsurumi) - Kawasaki-Daishi - 5 juin 1925 - 30 novembre 1937. Fermé à cayse de la concurrence de la ligne ferroviaire parallèle ouverte en 1926, au trafic paasager en 1930.
  - Gare de Kawasaki - Shiohama (tramway municipal) - 13 octobre 1944 - 31 mars 1969.
- Adachi - Sōka - traction hippomobile, 1893 - 1899.
- Mito - traction électrique, 28 décembre 1922 - 10 juin 1966. Extension entre Mito, Oarai et Oarai-Minato.
- Narita - traction électrique, 11 décembre 1910 - 11 décembre 1944.
- Nikkō - traction électrique, 10 août 1910 - 24 février 1968. Reliait la gare de Nikkō à Umagaeshi.
- Noda - traction humaine, 18 décembre 1900 - 13 octobre 1926.
- Odawara - traction hippomobile, 1er octobre 1888 - 1900 ; traction électrique, 21 mars 1900 - 31 mai 1956. Exploitation suspendue de 21 décembre 1944 à 12 septembre 1946. Extensions entre la gare de Kozu, Odawara et Hakone-Yumoto.
  - Section Odawara - Kozu fermée le 6 décembre 1920. Remplacement par train classique.
  - Section Odawara - Hakone-Yumoto fermée le 31 mai 1935. Remplacement par train classique.
  - Odawara - Atami - traction humaine, 13 juillet 1895 - 1907 ; traction vapeur, 1905 - 1er avril 1924. Remplacement par chemin de fer classique.
- Ohara - Otaki - traction humaine, 15 décembre 1912 - 1924 ; traction essence, 1924 - 31 août 1927. Remplacement par train classique.
- Ōmiya - Kawagoe - traction électrique, 16 avril 1906 - 30 juin 1939. Remplacement par train classique.
- Réseau vicinal de Shibukawa :
  - Shibukawa - Numata - traction hippomobile, 1er avril 1912 - 1918 ; traction électrique, 21 janvier 1918 - 1er mars 1924. Remplacement par train classique.
  - Shibukawa - Nakanojo - traction hippomobile, 22 juillet 1912 - 1920 ; traction électrique, 3 novembre 1920 - août 1933. Ligne remplacée par un chemin de fer classique.
  - Shibukawa - Ikaho - traction électrique, 16 octobre 1910 - 28 décembre 1956.
  - Shibukawa - Maebashi - traction hippomobile, 14 juillet 1890 ; traction électrique, 3 novembre 1910 - 1er mars 1954.
  - Shibukawa - Takasaki - traction hippomobile, 1er septembre 1893 - 1910 ; traction électrique, 23 septembre 1910 - 1er juillet 1953.
- Togane - Kazusa-Katagami - traction essence, 25 novembre 1926 - 1er mars 1961 (traction vapeur, 1946 - 1950.) Exploitation sous concession ferroviaire classique à partir du 26 décembre 1931.
- Tokyo - traction hippomobile, 25 juin 1882 - 1904 ; traction électrique en démonstration à l'exposition du parc d'Ueno du 3 mai au 1er juillet 1890, introduction de la traction électrique au Japan. Premier tramway électrique dans Tokyo intra-muros lancé le 22 août 1903. A son apogée, le réseau Tokyo Toden comptait 213 km de lignes. Les dernières lignes du tramway municipal d'origine sont fermées le 11 novembre 1972, la ligne actuelle étant l'une de celles intégrées au réseau municipal le 1er février 1942 seulement et desservant des faubourgs intégrés à la municipalité de Tokyo en 1932 :
  - Réseau d'Arakawa, premier tronçon ouvert le 1er avril 1913. Une partie de ce réseau subsiste sous le nom de ligne Toden Arakawa.
  - Réseau de Joto, ouverture 30 décembre 1917, connexion au réseau municipal le 7 mai 1929, fermeture du dernier tronçon le 11 novembre 1972.
    - Ligne isolée du réseau de Joto, située à l'est du canal de drainage de l'Arakawa, 31 décembre 1925 - 19 mai 1952. Seule ligne de tramway de Tokyo remplacée par un trolleybus.

  - Ligne de Suginami, 26 août 1921 - 10 décembre 1963.
  - Ligne de Tamagawa  , 6 mars 1907 - 10 mai 1969. Construite par le prédécesseur de l'actuel Tokyo Kyuko Electric Railway. N'appartient pas à la municipalité à l'exception de courtes sections au nord-est de Shibuya.
    - Ligne de Setagaya, partie subsistante de la ligne de Tōkyū Tamagawa dont le premier tronçon fut ouvert le 18 janvier 1925.

  - Katsushika - traction humaine, 7 décembre 1899 - 1912. Remplacement par chemin de fer classique.
- Tsuchiura - Ami - traction électrique, 9 octobre 1926 - 1er mars 1938.
- Yokohama - traction électrique, 15 juillet 1904 - 30 mars 1972.

#### Région du Chūbu
- Ena - Iwamura (en) - traction électrique, 5 décembre 1906 - 31 janvier 1935.
- Fuji - traction hippomobile, 26 juin 1890 - 1er septembre 1926. S'étendait entre Yoshiwara, Fuji, et Fujinomiya.
- Fujinomiya - Hito-ana - traction hippomobile, 25 novembre 1914 - ?, fermé au public le 14 mars 1939.
- Fujiyoshida (voir réseau d'Ōtsuki) - lignes en traction hippomobile :
  - Kami-Yoshida (près de l'actuelle gare de Fujiyoshida) - Funatsu (près de l'actuelle gare du lac de Kawaguchi, 30 mars 1917 - 20 février 1928 (ou 1926).
  - Nishikatsura (près de l'actuelle gare de Mitsutoge) - col de Kagosaka, 21 septembre 1900 - 5 novembre 1927.
  - Gotenba - col de Kagosaka - 28 novembre 1898 - 19 février 1918. Desserte de la ville de Gotenba jusqu'au 19 janvier 1929.
- Fukui - traction électrique, 15 octobre 1933 - 1972. Tramway urbain servant sur les lignes électriques et en voirie d'un tramway vicinal. Fin de l'exploitation en 1972 mais voies conservées pour la ligne Fukui - Takefu toujours en service.
- Fukuroi - Mori - traction hippomobile, 28 décembre 1902 - 1926 ; traction électrique, 22 décembre 1926 - 20 septembre 1962.
- Gotenba - voir Fujiyoshida.
- Gifu - traction électrique, 11 février 1911 - 31 mars 2005.
  - Lignes de chemins de fer et de tramway vicinal fonctionnant de pair avec le tramway urbain de Gifu :
  - Ligne d'Ibi : Gifu - Ibigawa, 29 mars 1914 - 31 mars 2005 (ligne raccourcie avant fermeture définitive). Raccordée au tramway de Gifu en 1953, desserte du centre-ville de Gifu à partir de 1967. Service sous concession ferroviaire par matériel ferroviaire classique et tramways.
    - Ligne de Tanigumi : antenne de la ligne d'Ibi, Kurono - Tanigumi, 6 avril 1926 - 30 septembre 2001. Service sous concession ferroviaire par matériel ferroviaire classique et tramways.

  - Ligne de Kagashima : Gifu - Kagashima, 21 avril 1924 - 1er octobre 1964. Suspension partielle de l'exploitation du 11 décembre 1944 au 1er septembre 1954. Concession de type ferroviaire classique mais matériel de type tramway.
  - Ligne de Minomachi : Gifu - Seki - Mino, 1er février 1911 - 31 mars 2005 (ligne raccourcie avant fermeture). Concession de type tramway.
  - Ligne de Takatomi : Gifu - Yamagata-Takatomi, 25 décembre 1913 - 22 avril 1960. Concession de chemin de fer classique mais rames de type tramway.
- Hamamatsu : ligne de chemin de fer électrique existante (Hamamatsu - Nishi-Kajima (ja)) construite comme tramway à traction vapeur ouvert le 3 mars 1909. Concession pour un chemin de fer à traction électrique à partir du 1er avril 1923. Antennes de Kasai et Nakanomachi en traction vapeur jusqu'en 1931, traction essence jusqu'à la fermeture, 10 décembre 1944 et 8 février 1937, respectivement. Antenne de Miyaguchi, ouverte en traction vapeur le 1er juillet 1924 par une compagnie différente. Concession changée au type ferroviaire le 1er janvier 1928. Fermeture le 16 octobre 1937.
- Ichinomiya - traction électrique, 22 janvier 1924 - 1er juin 1953.
- Kanazawa - traction électrique, 2 février 1919 - 11 février 1967.
  - Kanazawa - Onominato - traction hippomobile, 5 février 1898 - 1914 ; traction électrique, 1914 - 1er septembre 1971.
  - Kanazawa - Matto - traction hippomobile, 1er novembre 1904 - 1916 ; traction électrique, 1916 (ou 1917) - 14 novembre 1955. Utilisation du réseau urbain de Kanazawa de 1920 au 11 avril 1944. Un tronçon exploité comme chemin de fer local à partir du 23 octobre 1944, concession changée au type ferroviaire classique le 1er avril 1945.
  - Kaga : réseau de lignes reliant les stations thermales à bains onsen de Awazu, Katayamazu, Yamanaka et Yamashiro avec les gares de Awazu, Daishoji et Iburihashi. La plupart de ces segments furent construits sous concession de tramway, transformées en concession de chemin de fer local après l'électrification. Tronçon initial ouvert le 8 octobre 1899. Électrification de 1913 à 1914 avec la construction de quelques tronçons supplémentaires. Fermeture étalée de 1963 au 10 juillet 1971. Le court tronçon de la gare d'Iburihashi à Katayamazu inauguré en traction hippomobile le 15 avril 1914 ; traction électrique à partir du 23 novembre 1922 ; fermeture le 24 septembre 1965.
- Karuizawa - Yokokawa - traction hippomobile, 9 août 1888 - 1893. Remplacé par une ligne de chemin de fer classique.
- Kikugawa, Shizuoka|Kikugawa  Horinouchi  - Omaezaki, Shizuoka|Omaezaki  Ike-shinden  - traction hippomobile, 19 août 1899 - 1924 ; traction essence, 1924 - 7 décembre 1935.
- Kōfu :
  - Kōfu - Ishiwa - traction hippomobile, 3 avril 1898 - avant 1929.
  - Kōfu - Kajikazawa - traction hippomobile, 1er juin 1901 - 1er septembre 1928.
  - Kōfu - Masuho, Yamanashi|Kai-Aoyagi  - traction électrique, 1er mai 1930 - 30 juin 1962.
- Matsumoto - traction électrique, 19 avril 1924 - 31 mars 1964.
- Mishima - Numazu - traction électrique, 28 novembre 1906 - 4 février 1963.
- Nagoya - traction électrique, 6 mai 1898 - 31 mars 1974.
  - Nagoya - Seto : le chemin de fer électrique existant fut inauguré avec un parc de trois automotrices à vapeur Serpollet le 1er mars 1906. Électrification inaugurée le 17 mars 1907.
- Niigata - traction électrique, 28 juillet 1933 - 31 août 1944. Tramway urbain opérant sur la partie urbaine d'un chemin de fer vicinal dans Niigata ; section fermée le 20 mars 1992.
- Okazaki - traction hippomobile, 1er janvier 1899 - 1912 ; traction électrique, 1er septembre 1912 - 17 juin 1962. Exploitation suspendue le 19 juin 1945 après une attaque par bombes incendiaires, remise en service en 1946.
- Otsuki - ancêtre de l'actuelle Fuji Express Company (Fujikyu), ouvert en tant que tramway  à traction hippomobile le 17 janvier 1903 ; traction électrique à partir du 7 juillet 1921. Remplacé par une ligne de train classique ouverte le 19 juin 1929.
- Shimoda - traction hippomobile, 2 septembre 1918 - août 1946. Transport de passagers jusqu'au 1er février 1933 seulement.
- Shizuoka - traction électrique, 28 août 1922 - 15 septembre 1962.
  - Shimizu - traction vapeur, 6 décembre 1913 - 17 juillet 1917 ; traction électrique, 25 décembre 1928 - 3 août 1974.
  - Chemin de fer électrique Shizuoka - Shimizu, ouvert en traction vapeur le 18 mai 1908 ; traction vapeur à partir du 2 août 1920. Exploitation en concession ferroviaire classique à partir du 1er décembre 1945.
- Takaoka - traction électrique, 10 avril 1948 - aujourd'hui. Comprend des tronçons ouverts à partir du 12 octobre 1930 en tant que segments du tramway vicinal de Toyama.
- Toyama - traction électrique, 1er septembre 1913 - aujourd'hui. Exploitation suspendue  le 1er août 1945 par une attaque par bombes incendiaires. Remise en service à partir du 14 janvier 1946.
  - Ligne de Sasazu : Toyama - Sasazu - traction vapeur, 6 décembre 1914 - 20 avril 1933 ; traction électrique, 1er septembre 1950 - 31 mars 1975. Service sous concession ferroviaire mais matériel roulant de type tramway.
  - Toyama - Takaoka : connexion entre les réseaux urbains de Toyama et Takaoka, ouverte le 1er avril 1951. Desserte arrêtée le 18 juillet 1961. Fermeture définitive le 5 avril 1966.
- Toyokawa - traction électrique, 18 février 1945 - aujourd'hui. Chemin de fer local autrefois sous concession de type tramway.
- Toyohashi - traction électrique, 14 juillet 1925 - aujourd'hui.
- Ueda : tramways électriques vicinaux mutés en concession ferroviaire classique le 19 mars 1939.
  - Ueda - Aoki : 17 juin 1921 - 25 juillet 1938.
  - Ueda - onsen de Bessho : 17 juin 1921 - aujourd'hui. Seule survivante des cinq lignes ferroviaires et de tramway s'étendant autrefois depuis Ueda.
  - Ueda - Nishi-Maruko : 12 août 1926 - 25 juin 1961.

#### Région du Kansai
- Himeji - Shingū - traction électrique, 1er janvier 1909 - 15 décembre 1934. Concession transformée en concession ferroviaire le 1er août 1913.
- Amagasaki - Itami - traction hippomobile, 25 novembre 1891 - 1893. Remplacé par une ligne de chemin de fer.
- Ise - traction électrique, 5 août 1903 - 19 janvier 1961.
- Kobe - traction électrique, 5 avril 1910 - 13 mars 1971.
- Kuwana - traction électrique, 17 septembre 1927 - 10 janvier 1944.
- Kyoto - traction électrique, 1er février 1895 - 30 septembre 1978.
  - Kyoto - Arashiyama - traction électrique, 25 mars 1910 - aujourd'hui.
  - Kyoto - Ōtsu (ligne Keihan Keishin) - traction électrique, 15 août 1912 - aujourd'hui. Itinéraire dans Kyoto remplacé par un service en tunnel de type prémétro depuis le 12 octobre 1997. Desserte par rames métro de quatre voitures assurée également sur le tracé en voirie de Ōtsu.
    - Sakamoto - Ōtsu - Ishiyama (Ligne Keihan Ishiyama Sakamoto) - traction électrique, 1er mars 1913 - aujourd'hui.
- Osaka - traction électrique, 12 septembre 1903 - 31 mars 1969.
  - Osaka - Kobe - 1er juillet 1927 - 6 mai 1975.
  - Osaka - Sakai - traction hippomobile, 20 septembre 1900 - 31 janvier 1908 ; traction électrique, 1er octobre 1910 - aujourd'hui.
- Ōtsu - ? - aujourd'hui.
- Wakayama - traction électrique, 23 janvier 1909 - 10 avril 1971.

#### Région de Chūgoku
- Iwami - traction hippomobile, 20 janvier 1926 - 11 janvier 1944. Reliait la gare d'Iwami à Iwai (en).
- Hiroshima - traction électrique, 23 novembre 1912 - aujourd'hui. Exploitation suspendue le 6 août 1945 à cause du largage de la bombe atomique, reprise partiellement le 9 août 1945.
  - Hiroshima - Miyajima - traction électrique, 22 août 1922 -aujourd'hui. Construit en tant que chemin de fer classique, utilisation du réseau de tram pour la traversée d'Hiroshima à partir du 1er avril 1958. Matériel ferroviaire progressivement remplacé par un matériel tramway jusqu'au 20 août 1994.
- Iwakuni - traction électrique, 2 février 1909 - 5 avril 1929.
- Kure - traction électrique, 30 octobre 1909 - 17 décembre 1967.
- Mine - traction hippomobile, 1er septembre 1922 - 5 mars 1947. Trafic passagers arrêté avant 1940. Reliait la gare de Mine (Yoshinori) à Kitakawa.
- Okayama - traction électrique, 4 mai 1912 - aujourd'hui.
  - Okayama - Saidai-ji - traction vapeur, 29 décembre 1911 - 1950 ; traction essence, 1931 - 8 septembre 1962. Concession changée en concession de chemin de fer le 6 septembre 1914.
- Shimonoseki - traction électrique, 25 décembre 1926 - 6 février 1971. Réseau urbain incorporant une courte ligne ferroviaire classique ouverte le 22 avril 1914, électrifiée le 9 avril 1926.
- Yamaguchi - traction vapeur, 15 octobre 1908 - 20 février 1913. Reliait Yamaguchi à la gare d'Ogori. Remplacé par un chemin de fer classique.
- Yonago - traction électrique, 31 mars 1925 - 3 décembre 1938.

### Shikoku
- Kōchi - traction électrique, 2 mai 1904 - aujourd'hui. S'étend entre Ino, Kōchi, Gomen selon un axe est-ouest.
  - Ligne de Gomen - au chemin de fer - traction vapeur, 8 décembre 1924 - 1949 ; traction électrique, 10 avril 1949 - 31 mars 1974. Desserte par tramways de Gomen à partir du 5 juillet 1954. Nouveau chemin de fer non-électrifié ouvert le 1er juillet 2002.
- Kotohira - ligne de tramway électrique vicinal pour Zentsuji, avec antennes pour Tadotsu et Marugame  - Sakaide. Partie d'un réseau construit sous concession pour tramway. Premier segment ouvert le 22 octobre 1922, fermeture totale le 15 septembre 1963.
- Matsuyama - traction vapeur, 22 août 1895 - 15 avril 1927 ; traction électrique, 31 août 1911 - aujourd'hui.
- Takamatsu - traction électrique, 20 mai 1917 - 4 juillet 1945. Fermé après l'attaque par bombes incendiaires qui détruisit la ville. Reconstruction délaissée au profit du développement du réseau ferré classique.
  - Takamatsu - Nagao - traction électrique, 30 janvier 1912 - 8 janvier 1957, transformation administrative en ligne ferroviaire à cette date.

### Kyushu
- Amagi :
  - Futsukaichi - Amagi  - Haki - traction vapeur et essence, 14 décembre 1908 - 19 avril 1940.
  - Antenne Yorii - Kami-Tashiro - traction vapeur et essence, 2 juillet 1921 - 19 avril 1940.
  - Amagi - Tanushimaru - traction vapeur, 8 septembre 1912 - 31 juillet 1930.
  - Amagi - Akizuki - traction vapeur, 1913 - 27 décembre 1938.
- Dazaifu :
  - Futsukaichi - Dazaifu - ligne d'origine : traction hippomobile, 15 mars 1902 - 1913 ; traction vapeur, 20 janvier 1913 - 5 septembre 1929. Nouvelle ligne, de type ferroviaire classique, ouverte le 24 septembre 1927.
- Fukuoka - traction électrique, 9 mars 1910 - 10 février 1979.
  - Fukuoka - Maebaru - traction vapeur, 21 juillet 1910 - 31 mai 1928. Une partie fut incorporée au réseau municipal de Fukuoka et une partie remplacée par une voie ferrée classique.
- Kagoshima - traction électrique, 1er décembre 1912 - aujourd'hui.
- Karatsu - traction hippomobile, 11 juin 1900 - 1930 ; traction essence, 1913 - 28 novembre 1930.
- Kitakyūshū - traction hippomobile, 11 juin 1906 - 1920 ; traction électrique, 5 juin 1911 - 25 novembre 2000.
  - Kitakyūshū - Nōgata ligne de tramway express, 21 mars 1956 - ?.
- Kumamoto - traction vapeur, 24 juillet 1908 - juillet 1920 ; traction électrique, 1er août 1924 - aujourd'hui.
  - Kumamoto - Ōzu - traction vapeur, 24 juillet 1908 - juillet 1920.
  - Kumamoto - Kikuchi - traction vapeur, 1er octobre 1911 - 1923 ; traction électrique, 2 août 1923 - aujourd'hui. Changement en concession ferroviaire classique à partir du 1er mai 1942. Une partie de la ligne est toujours en exploitation.
  - Kumamoto - Kawashiri - traction électrique, 12 octobre 1926 - 22 février 1965.
  - Kumamoto  - Hyakkanseki - traction vapeur, 9 novembre 1912 - 24 août 1920 ; traction électrique, 1er octobre 1923 - 1er mars 1945.
- Kurume :
  - Kurume - Amagi : le chemin de fer actuel fut construit en tant que tramway à traction électrique, ouvert par étapes à partir du 18 juillet 1913. Concession de chemin de fer classique le 1er août 1960.
  - Kurume - Mameta - traction hippomobile, 25 octobre 1903 - 1905 ; traction essence, 1905 - 1929 ; traction vapeur, 1918 - 1929 ; traction électrique, sections dans Kurume intra-muros 1918 - 1929. Derniers tronçons fermés le 25 mars 1929.
  - Kurume - Fukushima - traction électrique, 18 juillet 1913 - 27 novembre 1958.
    - Hainuzuka - Fukushima - Kurogi - traction hippomobile, 8 août 1903 - 1914 ; traction essence, 1914 - 24 juin 1940 ; traction vapeur, 1939 - 1940.
- Nagasaki - traction électrique, 16 novembre 1915 - aujourd'hui. Exploitation suspendue au 9 août 1945 après le bombardement nucléaire, reprise partielle à partir du 25 novembre 1945.
- Nogata - Fukumaru - traction vapeur, 10 mars 1914 - 1935 ; traction essence, 1929 - 24 juillet 1938.
- Ōita - Beppu - traction électrique, 10 mai 1900 - 4 avril 1972.
- Ōkawa - traction vapeur :
  - Ōkawa - Hainuzuka - 13 août 1909 - 17 juin 1930.
  - Kami-Wakatsu - Ōkawa - Yanagawa - 13 août 1909 - 26 février 1933.
    - Yanagawa - Setaka - traction vapeur, 12 avril 1911 - 21 février 1932.
- Okuma - Sadatsuki - traction hippomobile, 6 août 1924 - 21 juillet 1933.
- Ōmuta - traction électrique, 1er décembre 1927 - 5 janvier 1952.
- Saga :
  - Saga - Morotomi - traction hippomobile, 28 février 1904 - 1930.
  - Saga - Hizen-Kawakami  - traction vapeur, 10 octobre 1913 - 1930 ; traction électrique, 1930 - 20 août 1937.
  - Saga - Sakimura - traction vapeur, 24 mai 1923 - 6 juin 1935.
- Shioda - Ureshino - traction électrique, 21 décembre 1915 - 6 octobre 1931. Concession convertie en concession ferroviaire classique à partir du 1er février 1918.
- Takahashi - Yûtoku - traction hippomobile, 13 décembre 1904 - 1914 ; traction essence, 1904 - 1922 ; traction vapeur, 1904 - 29 avril 1931.
- Tsuyazaki - traction hippomobile, 28 avril 1908 - 13 avril 1939.

### Okinawa
- Naha - traction électrique, 3 mai 1914 - 20 mars 1933. Fermé après le passage d'un typhon.
  - Naha - Itoman - traction hippomobile, 12 juin 1919 - 30 septembre 1935.
- Yonabaru - Awase  - traction hippomobile, 10 novembre 1914 - 1945.

## Kazakhstan
- Almaty - traction électrique, 1er décembre 1937 - aujourd'hui.
- Karaganda - traction électrique, 25 août 1950 - 1997.
- Öskemen - traction électrique, 6 novembre 1959 - aujourd'hui.
- Pavlodar - traction électrique, 18 octobre 1965 - aujourd'hui.
- Temirtaw - traction électrique, 5 septembre 1959 - aujourd'hui.

## Liban
- Beyrouth - traction électrique, 19 avril 1908 - septembre 1965.
- Tripoli - traction hippomobile, ? - ?.

## Malaisie
- George Town - traction vapeur, 1880 - ? ; traction hippomobile, 1898 - ? ; traction électrique, 1er janvier 1906 - 1936.

## Ouzbékistan
- Samarcande - traction électrique, 1er mai 1947 - toujours en service .
- Tachkent - traction hippomobile, 13 avril 1901 - 1913 ; traction électrique, 10 janvier 1913 - fermé en 2016. Service suspendu de 1918 à 1921.

## Pakistan
- Karachi - traction vapeur, 20 avril 1885 - ? ; traction hippomobile, 1886 - ? ; traction essence, 1909 - ? ; traction diesel, ? - 30 avril 1975.

## Philippines
- Manille - traction hippomobile, 1898 - ? ; traction vapeur, ? - ? ; traction électrique, 10 avril 1905 - 1945.

## Russie
Classement par districts fédéraux.
Partie asiatique uniquement, pour la partie européenne voir Liste des tramways en Europe.

### District fédéral extrême-oriental
- Tramway d'Aniva - traction hippomobile, ? - ?.
- Tramway de Khabarovsk - traction électrique, 11 novembre 1956 - aujourd'hui.
- Tramway de Khavomai - traction hippomobile, ? - ?.
- Tramway de Komsomolsk-sur-l'Amour - traction électrique, 6 novembre 1957 - aujourd'hui.
- Tramway de Vladivostok - traction électrique, 22 octobre 1912 - aujourd'hui.

### District fédéral de l'Oural
- Tramway d'Iekaterinbourg - traction électrique, 7 novembre 1929 - aujourd'hui.
- Tramway d'Irbit - traction hippomobile, 1926 - 1933. Ville située en Europe.
- Tramway de Kamensk-Ouralski - construction d'un tramway électrique démarrée en 1949 mais jamais terminée.
- Tramway de Krasnotourinsk traction électrique, 15 janvier 1954 - aujourd'hui.
- Tramway de Magnitogorsk - traction électrique, 18 janvier 1935 - aujourd'hui.
- Tramway de Nijni Taguil - traction électrique, 28 février 1937 - aujourd'hui.
- Tramway d'Orsk - traction électrique, 5 décembre 1948 - aujourd'hui. Ligne isolée à l'extrémité est ouverte le 12 décembre 1985. Orsk occupe les deux rives du fleuve Oural, la limite traditionnelle entre Europe et Asie.
- Tramway d'Oust-Katav - traction électrique, 1973 - aujourd'hui. Service aux heures de pointe sur la voie d'essai d'une usine de matériel ferroviaire.
- Tramway de Tcheliabinsk - traction électrique, 9 janvier 1932 - aujourd'hui.
  - Tramway de Kopeïsk - traction électrique, 5 novembre 1949 - février 1976.
  - Tramway de Tcheliabinsk - Kopeïsk, ligne interurbaine - traction électrique, 1949 - février 1976.
- Tramway de Tcheremouchki - traction électrique, février 1991 - aujourd'hui. Relie la gare de chemin de fer au barrage et à la centrale électrique.
- Tramway de Voltchansk - traction électrique, 31 décembre 1951 - aujourd'hui.
  - Tramway de Karpinsk - traction électrique, 26 juin 1946 - 1er novembre 1994.
  - Tramway de Voltchansk - Karpinsk, ligne interurbaine - traction électrique, juin 1953 - 22 avril 1965.
- Tramway de Zlatooust  - traction électrique, 25 décembre 1934 - aujourd'hui.

### District fédéral sibérien
- Tramway d'Angarsk - traction électrique, 26 novembre 1953 - aujourd'hui.
- Tramway d'Atchinsk - traction électrique, 15 avril 1967 - aujourd'hui.
- Tramway de Barnaoul - traction électrique, 7 novembre 1948 - aujourd'hui. Tramway express ouvert le 26 septembre 1985.
- Tramway de Biisk - traction électrique, 13 juin 1960 - aujourd'hui.
- Tramway d'Irkoutsk - traction électrique, 3 août 1947 - aujourd'hui.
- Kaltan - Malichev Log - traction électrique, 1957 - 1961. Réutilisait une ancienne voie ferrée.
- Tramway de Kemerovo - traction électrique, 11 mai 1940 - aujourd'hui.
- Tramway de Krasnoïarsk traction électrique, 1er mai 1958 - aujourd'hui.
- Tramway de Novokouznetsk - traction électrique, 30 novembre 1933 - aujourd'hui. Ligne isolée sur la rive droite de la rivière Tom ouverte le 30 novembre 1969.
- Tramway de Novossibirsk - traction électrique, 26 novembre 1934 - aujourd'hui. Lignes isolées sur la rive gauche de l'Ob ouvertes le 4 mai 1941, les tramways ayant traversé la rivière de 1955 à 1990.
- Tramway d'Omsk - traction électrique, 8 novembre 1936 - aujourd'hui.
- Tramway d'Ossinniki - traction électrique, 1er novembre 1960 - aujourd'hui.
- Tramway d'Oulan-Oude - traction électrique, 16 décembre 1958 - aujourd'hui.
- Tramway d'Oussolié-Sibirskoïé - traction électrique, 26 février 1967 - aujourd'hui.
- Tramway d'Oust-Ilimsk  - tramway express, traction électrique, 15 septembre 1988 - aujourd'hui.
- Tramway de Prokopievsk - traction électrique, 12 mai 1936 - aujourd'hui. Ligne isolée, dans les confins est, ouverte le 5 novembre 1956 et reliée au réseau principal en 1964.
- Tramway de Tomsk - traction électrique, 25 avril 1949 - aujourd'hui.

## Singapour
- Singapour - traction vapeur, 1885 - 1894 ; essais de tramway électrique entre septembre 1891 et septembre 1892 ; traction électrique, 25 juillet 1905 - 9 avril 1927.

## Sri Lanka
- Colombo - traction électrique, septembre 1898 - 1960.

## Syrie
- Alep - traction électrique, 1929 - 1967.
- Damas - traction électrique, 7 février 1907 - 1967..

## Taïwan
- Kaohsiung - traction électrique, 16 octobre 2015 - aujourd'hui.
- Nouveau Taipei - traction électrique, 23 décembre 2018 - aujourd'hui.

## Thaïlande
- Bangkok - traction hippomobile, 22 septembre 1887 - ? ; traction électrique, 1er janvier 1893 - 1er octobre 1968.
- Lopburi - traction électrique, 31 janvier 1955 - 1962.

## Turquie
- Antalya - traction électrique, 27 mars 1999 - aujourd'hui.
- Eskişehir - traction électrique, 24 décembre 2004 - aujourd'hui.
- Gaziantep - traction électrique, 2011 - aujourd'hui.
- Istanbul :
  - Partie européenne - traction hippomobile, 30 août 1869 - ? ; traction électrique, 16 août 1913 - 12 août 1961. Tramway historique ouvert le 29 décembre 1990. Nouveau réseau urbain ouvert le 1er août(?) 1992.
  -  Partie asiatique - traction électrique, 8 juin 1928 - 11 novembre 1966. Tramway historique ouvert le 1er novembre 2003. Voir Tramway d'Istanbul.
- Izmir - traction hippomobile, ? - ? ; traction électrique, 18 octobre 1928 - 1954.
- Kayseri - traction électrique, ? - aujourd'hui.
- Konya - traction électrique, 28 septembre 1992 - aujourd'hui.
- Samsun - traction électrique, juin 2010 - aujourd'hui.

## Vietnam
- Hanoï - traction électrique, 10 novembre 1901 - 1990.
- Hô Chi Minh-Ville (anc. Saïgon) - traction vapeur, 27 décembre 1881 - ? ; traction électrique, 4 août 1923 - vers 1953.

## Classement des réseaux asiatiques de tramways existants
| Ville                  | Pays                | Longueur du réseau (en kilomètres) | Longueur additionnée des lignes | Nombre de lignes | Nombre de stations | Date d'ouverture ou d’électrification | Article et références             |
| ---------------------- | ------------------- | ---------------------------------- | ------------------------------- | ---------------- | ------------------ | ------------------------------------- | --------------------------------- |
| Changchun              | Chine               | 50,63                              | 50,63                           | 2                | 49                 | 2001                                  | Métro léger de Changchun          |
| Changchun              | Chine               | 7,6                                | 7,6                             | 1                | 16                 | 1941                                  | Tramway de Changchun              |
| Dalian                 | Chine               | 23,4                               | 23,4                            | 2                | 37                 | 1909                                  | Tramway de Dalian                 |
| Hong Kong              | Chine               | 36,2                               |                                 | 12               | 68                 | 1988                                  | Métro léger de Hong Kong          |
| Hong Kong              | Chine               | 13                                 |                                 | 6                | 118                | 1904                                  | Tramway de Hong Kong              |
| Shanghai               | Chine               | 10                                 | 10                              | 1                | 15                 | 2009                                  | Tramway de Shanghai               |
| Tianjin                | Chine               | 42,32                              | 42,32                           | 2                | 24                 | 2004                                  | Binhai Mass Transit               |
| Abou Dabi              | Émirats arabes unis | 340                                |                                 | 3                |                    | en projet                             | Tramway d'Abou Dabi               |
| Dubaï                  | Émirats arabes unis | 14                                 | 14                              | 1                | 11                 | 2014                                  | Tramway de Dubaï                  |
| Calcutta               | Inde                | 62,7                               | 226,8                           | 29               |                    | 1902                                  | Tramway de Calcutta               |
| Jérusalem              | Israël              | 13,8                               | 13,8                            | 1                | 24                 | 2011                                  | Tramway de Jérusalem              |
| Tel Aviv               | Israël              | 23                                 | 23                              | 1                | 33                 | en construction                       | Métro léger de Tel Aviv           |
| Fukui                  | Japon               | 21,4                               | 21,4                            | 1                | 23                 | 1924                                  | Tramway de Fukui                  |
| Hakodate               | Japon               | 11                                 | 11                              | 1                | 26                 | 1913                                  | Tramway de Hakodate               |
| Hiroshima              | Japon               | 35                                 |                                 | 8                | 84                 | 1912                                  | Tramway d'Hiroshima               |
| Kagoshima              | Japon               | 13,1                               |                                 | 2                | 35                 | 1912                                  | Tramway de Kagoshima              |
| Kōchi                  | Japon               | 25,3                               | 25,3                            | 3                | 76                 | 1904                                  | Tramway de Kochi                  |
| Kumamoto               | Japon               |                                    |                                 | 1                | 35                 | 1924                                  | Tramway de Kumamoto               |
| Kyoto                  | Japon               | 11                                 | 11                              | 2                | 20                 | 1910                                  | Tramway de Kyoto                  |
| Matsuyama              | Japon               |                                    |                                 | 5                | 27                 | 1904                                  | Tramway de Matsuyama              |
| Nagasaki               | Japon               | 11,5                               |                                 | 5                | 38                 | 1915                                  | Tramway de Nagasaki               |
| Okayama                | Japon               | 4,7                                |                                 | 2                | 16                 | 1912                                  | Tramway d'Okayama                 |
| Osaka                  | Japon               | 18,7                               | 18,7                            | 2                | 40                 | 1910                                  | Tramway d'Osaka                   |
| Sapporo                | Japon               | 8,41                               | 8,41                            | 1                | 23                 | 1918                                  | Tramway de Sapporo                |
| Shonan                 | Japon               | 10                                 | 10                              | 1                | 15                 | 1902                                  | Tramway d'Enoshima                |
| Takaoka                | Japon               | 12,8                               | 12,8                            | 2                | 24                 | 1948                                  | Tramway de Takaoka                |
| Toyama                 | Japon               |                                    |                                 | 3                | 36                 | 1907                                  | Tramway de Toyama                 |
| Toyohashi              | Japon               | 5,5                                | 5,5                             | 1                |                    | 1925                                  | Tramway de Toyohashi              |
| Tokyo                  | Japon               | 12,2                               | 12,2                            | 1                | 30                 | 1911                                  | Toden Arakawa                     |
| Almaty                 | Kazakhstan          |                                    |                                 |                  |                    | 1937                                  | Tramway d'Almaty                  |
| Öskemen                | Kazakhstan          |                                    |                                 |                  |                    | 1959                                  | Tramway d'Öskemen                 |
| Pavlodar               | Kazakhstan          |                                    |                                 |                  |                    | 1965                                  | Tramway de Pavlodar               |
| Temirtaw               | Kazakhstan          |                                    |                                 |                  |                    | 1959                                  | Tramway de Temirtaw               |
| Kuala Lumpur           | Malaisie            | 29                                 | 29                              | 1                | 24                 | 1998                                  | Métro léger Putra de Kuala Lumpur |
| Kuala Lumpur           | Malaisie            | 27                                 | 27                              | 1                | 25                 | 1996                                  | Métro léger Star de Kuala Lumpur  |
| Manille                | Philippines         | 31                                 | 31                              | 2                | 31                 | 1984                                  | Métro léger de Manille            |
| Angarsk                | Russie              |                                    |                                 | 9                |                    | 1953                                  | Tramway d'Angarsk                 |
| Atchinsk               | Russie              |                                    | 26,5                            | 3                | 24                 | 1967                                  | Tramway d'Atchinsk                |
| Barnaoul               | Russie              |                                    |                                 | 10               | 111                | 1948                                  | Tramway de Barnaoul               |
| Biisk                  | Russie              |                                    | 71                              | 15               | 53                 | 1960                                  | Tramway de Biisk                  |
| Iekaterinbourg         | Russie              | 183                                | 781.5                           | 29               |                    | 1929                                  | Tramway d'Iekaterinbourg          |
| Irkoutsk               | Russie              | 23,4                               | 66,27                           | 5                | 49                 | 1947                                  | Tramway d'Irkoutsk                |
| Kemerovo               | Russie              |                                    |                                 | 5                |                    | 1940                                  | Tramway de Kemerovo               |
| Khabarovsk             | Russie              | 33,5                               |                                 | 9                |                    | 1956                                  | Tramway de Khabarovsk             |
| Komsomolsk-sur-l'Amour | Russie              |                                    |                                 | 4                |                    | 1957                                  | Tramway de Komsomolsk-sur-l'Amour |
| Krasnoïarsk            | Russie              | 19                                 |                                 | 5                | 47                 | 1958                                  | Tramway de Krasnoïarsk            |
| Krasnotourinsk         | Russie              | 10,2                               | 10,2                            | 2                |                    | 1954                                  | Tramway de Krasnotourinsk         |
| Magnitogorsk           | Russie              | 76                                 | 164,2                           | 33               |                    | 1935                                  | Tramway de Magnitogorsk           |
| Nijni Taguil           | Russie              |                                    |                                 | 11               |                    | 1937                                  | Tramway de Nijni Taguil           |
| Novossibirsk           | Russie              | 83                                 | 117                             | 10               | 120                | 1934                                  | Tramway de Novossibirsk           |
| Omsk                   | Russie              | 60                                 |                                 | 6                |                    | 1936                                  | Tramway d'Omsk                    |
| Orsk                   | Russie              | 36                                 |                                 | 10               |                    | 1948                                  | Tramway d'Orsk                    |
| Ossinniki              | Russie              | 18,6                               |                                 | 2                |                    | 1960                                  | Tramway d'Ossinniki               |
| Oulan-Oude             | Russie              |                                    | 56,5                            | 4                | 46                 | 1958                                  | Tramway d'Oulan-Oude              |
| Oussolié-Sibirskoïé    | Russie              | 15                                 | 32,5                            | 4                |                    | 1967                                  | Tramway d'Oussolié-Sibirskoïé     |
| Oust-Ilimsk            | Russie              | 14,5                               |                                 | 2                |                    | 1988                                  | Tramway d'Oust-Ilimsk             |
| Oust-Katav             | Russie              | 4                                  | 4                               | 1                |                    | 1973                                  | Tramway d'Oust-Katav              |
| Tcheliabinsk           | Russie              |                                    |                                 | 17               |                    | 1932                                  | Tramway de Tcheliabinsk           |
| Tomsk                  | Russie              |                                    | 40,9                            | 5                | 44                 | 1949                                  | Tramway de Tomsk                  |
| Vladivostok            | Russie              |                                    |                                 | 1                | 5                  | 1912                                  | Tramway de Vladivostok            |
| Voltchansk             | Russie              | 8                                  | 8                               | 1                |                    | 1951                                  | Tramway de Voltchansk             |
| Zlatooust              | Russie              | 22.5                               | 50.7                            | 2                |                    | 1934                                  | Tramway de Zlatooust              |
| Kaohsiung              | Taïwan              | 8,7                                |                                 | 1                | 14                 | 2015                                  | Tramway circulaire de Kaohsiung   |
| Nouveau Taipei         | Taïwan              | 9,5                                |                                 | 1                | 14                 | 2018                                  | Tramway de Danhai                 |
| Nouveau Taipei         | Taïwan              | 7,5                                | 7.67                            | 1                | 9                  | 2022                                  | Tramway d'Ankeng                  |
| Antalya                | Turquie             | 11,1                               | 11,1                            | 1                | 16                 | 2009                                  | Métro léger d'Antalya             |
| Antalya                | Turquie             |                                    |                                 | 1                | 9                  | 1999                                  | Tramway d'Antalya                 |
| Bursa                  | Turquie             | 31                                 |                                 | 2                | 31                 | 2000                                  | Métro léger de Bursa              |
| Bursa                  | Turquie             |                                    |                                 | 1                | 9                  |                                       | Tramway de Bursa                  |
| Eskişehir              | Turquie             | 14,5                               | 14,5                            | 2                | 26                 | 2004                                  | Tramway d'Eskişehir               |
| Gaziantep              | Turquie             | 12                                 | 12                              | 1                | 13                 | 2011                                  | Tramway de Gaziantep              |
| Istanbul               | Turquie             | 34,3                               | 34,3                            | 2                | 40                 | 1989                                  | Métro léger d'Istanbul            |
| Istanbul               | Turquie             | 23,7                               | 23,7                            | 3                | 46                 | 1913                                  | Tramway d'Istanbul                |
| Kayseri                | Turquie             | 17,8                               | 17,8                            | 1                | 28                 | 2009                                  | Métro léger de Kayseri            |
| Konya                  | Turquie             | 18                                 | 26                              | 2                | 35                 | 1992                                  | Tramway de Konya                  |
| Samsun                 | Turquie             | 16                                 | 16                              | 1                | 21                 | 2010                                  | Métro léger de Samsun             |